# Innosense
Innosense е известна американска музикална група, съставена изцяло от жени. В състава ѝ влизат Данай Ферер, Манди Ашфорд, Ники ДеЛоач, Аманда Латона, Бритни Спиърс, Вероника Фин и Джени Морис.

## Дискография

### Студийни албуми
- „So Together“ (2000)

### Extended plays
- „Wherever You Are“ (1997)

### Сингли
- „Say No More“ (2000)

## Видеоклипове
| Видеоклип   | Премиера | Албум       |
| ----------- | -------- | ----------- |
| Say no more | 2000     | So together |